# Лена Платонос
Лена Платонос (нар. 21 жовтня 1951) — грецька піаністка та композиторка електронної та академічної музики. Вона відіграла провідну роль на афінській сцені електронної музики 1980-х років, і її творчість стала джерелом натхнення для грецьких електронних музикантів наступних десятиліть. Вона найбільш відома своєю участю в дитячому музичному шоу «Εδώ Λιλιπούπολη» Грецької телерадіомовної корпорації (ERT), а також своєю унікальною особистою творчістю.

## Раннє життя
Народилася в Іракліоні на Криті в 1951 році (але виросла в Атенах), Платонос є дочкою Георгія Платона та Антігони Астрінакі. Її батько Георгіос був відомим композитором і першим піаністом Грецької національної опери. Лена почала грати на фортепіано у віці двох років, а згодом брала уроки у батька.

## Освіта
Лена навчалася в Атенській консерваторії під керівництвом Фібі Валлінди та Маріки Папайоанну і стала професійною піаністкою у 18 років, а 1963 вона отримала першу премію на конкурсі Кеті Папайоанну. Вона поїхала зі стипендією на навчання за кордон, спочатку у Віденській академії, а потім у Берліні, де познайомилася з роком, джазом і східною музикою. Повернувшись до Греції у час диктатури, співпрацювала з Гераклом Тріантафіллідісом та його групою «DNA». 1975 повернулась до Берліна, повернувшись знову остаточно в 1978 році.

## Кар'єра
Її дебют у звукозаписі розпочався з платівки «Σαμποτάζ» у 1981 році, яка була створена у співпраці з Маріаніною Крізіс і Савіною Яннату, з якими вона також працювала в Ліліпуполі, та співаком Яннісом Паламідасом.

## Дискографія
- Саботаж / Σαμποτάζ (1981, з Яннісом Паламідасом і Савіною Яннату, слова Маріаніни Крізі).
- Пісні Καρυωτάκης-13 (1982, з Савіною Яннату, поезія Костаса Каріотакіса).
- Το '62 of Manos Hatzidakis (1983, з Савіною Яннату).
- Сонцезахисні маски / Μάσκες Ηλίου (1984).
- Відлуння та його помилки / Η Ηχώ και τα Λάθη της (1985, з Савіною Яннату, на основі текстів Джанні Родарі)
- Галоп / Γκάλοπ (1985, перевидання 2015).
- Лускокрилі / Λεπιδόπτερα (1986).
- Імператорський соловей / Το Αηδόνι του Αυτοκράτορα (1989, дитяча опера, обробка казки Ганса Крістіана Андерсена).
- Ламання льоду / Το Σπάσιμο των Πάγων (1989, з Яннісом Паламідасом).
- Не турбуйте мої кола / Μη Μου τους Κύκλους Τάρατε (1991, з Катериною Коука та Катериною Ніцопулу).
- Вдихи / Αναπνοές (1997, разом із Савіною Яннату).
- Третій вихід / Η Τρίτη Πόρτα (2000, з Марією Фарантурі у віршах Тодороса Поаласа).
- Тисяча і одна мелодія / Χίλιες και Μια Μελωδίες (2000, збірка).
- Я кохала тебе / Σ' αγάπησα (2008, CD-сингл).
- Щоденники / Ημερολόγια (2008).
- Лена Платонос — Концерт у Палладі / Λένα Πλάτωνος — Η συναυλία στο Παλλάς (2010).
- Константінос Кавафіс 13 пісень / Κωνσταντίνος Καβάφης 13 Τραγούδια (2010, з Яннісом Паламідасом).
- Священний біль / Ιερός Πόνος (2014, з Пантелісом Теодорідісом і Меліною Канас).
- Hope Is The Thing With Feathers (We Are the Amp, 2021)